# أغنيشكا كوبوس
أغنيشكا كوبوس (بالبولندية: Agnieszka Kobus) (مواليد 28 أغسطس 1990)، هي بطلة أولمبية بولندية مُتخصصة في رياضة التجديف. شاركت أغنيشكا في مُنافسات المجاذيف الرباعية سيدات [الإنجليزية] ضمن دورة الألعاب الأولمبية الصيفية 2016، وقد حازت من خلالها على الميدالية البرونزية رُفقة باقي أفراد فريقها. كما شاركت أيضا في نفس المُنافسة ضمن دورة الألعاب الأولمبية الصيفية 2020 في طوكيو، وقد أحرزت الميدالية الفضية.

## وصلات خارجية
- أغنيشكا كوبوس على موقع الاتحاد الدولي للتجديف (الإنجليزية)
- أغنيشكا كوبوس على موقع اللجنة الأولمبية الدولية (الإنجليزية)
- أغنيشكا كوبوس على موقع أوليمبيديا (الإنجليزية)
- أغنيشكا كوبوس على موقع اللجنة الأولمبية البولندية (مؤرشف) (البولندية)